# Padilla maingoka
Padilla maingoka là một loài nhện trong họ Salticidae.
Loài này thuộc chi Padilla. Padilla maingoka được Daniela Andriamalala miêu tả năm 2007.